# 수파르나 항공의 운항 노선
2017년 12월 현재 수파르나 항공의 취항지 목록이다

## 운항 노선

### 아시아

#### 동아시아
- 대한민국
  - 서울 - 인천국제공항
- 중화인민공화국
  - 베이징 - 베이징 서우두 국제공항
  - 상하이 - 상하이 푸둥 국제공항 허브
  - 광저우 - 광저우 바이윈 국제공항
  - 구이린 - 구이린 량장 국제공항
  - 구이양 - 구이양 롱동바오 국제공항
  - 닝보 - 닝보 리스 국제공항
  - 다롄 - 다롄 저우수이쯔 국제공항
  - 싼야 - 싼야 펑황 국제공항
  - 샤먼 - 샤먼 가오치 국제공항
  - 선양 - 선양 타오셴 국제공항
  - 선전 - 선전 바오안 국제공항
  - 시안 - 시안 셴양 국제공항
  - 우루무치 - 우루무치 디워푸 국제공항
  - 우한 - 우한 톈허 국제공항
  - 정저우 - 정저우 신정 국제공항
  - 청두 - 청두 솽류 국제공항
  - 충칭 - 충칭 장베이 국제공항
  - 칭다오 - 칭다오 류팅 국제공항
  - 톈진 - 톈진 빈하이 국제공항
  - 하얼빈 - 하얼빈 타이핑 국제공항
  - 하이커우 - 하이커우 메이란 국제공항
  - 항저우 - 항저우 샤오산 국제공항
  - 후룬바이얼 - 후룬바이얼 하이라얼 국제공항
  - 후허하오터 - 후허하오터 바이타 국제공항
  - 시닝 - 시닝 차오자바오 공항
  - 주하이 - 주하이 진완 공항
  - 창저우 - 창저우 번뉴 공항
  - 타이저우 - 타이저우 류차오 공항
- 홍콩
  - 홍콩 - 홍콩 첵랍콕 국제공항
- 일본
  - 오사카 - 간사이 국제공항
- 중화민국
  - 타이베이 - 타이완 타오위안 국제공항
- 몽골
  - 울란바토르 - 칭기즈 칸 국제공항

#### 동남아시아
- 태국
  - 방콕 - 수완나품 국제공항 화물

### 유럽

#### 서유럽
- 독일
  - 프랑크푸르트 - 프랑크푸르트 한 국제공항 화물
  - 뮌헨 - 뮌헨 국제공항
- 네덜란드
  - 암스테르담 - 암스테르담 스키폴 국제공항 화물
- 벨기에
  - 브뤼셀 - 브뤼셀 국제공항 화물
- 룩셈부르크
  - 룩셈부르크 시티 - 룩셈부르크 핀델 국제공항 화물

#### 동유럽
- 러시아
  - 노보시비르스크 - 톨마쵸보 국제공항 화물

### 아메리카

#### 북아메리카
- 미국
  - 로스앤젤레스 - 로스앤젤레스 국제공항 화물
  - 시카고 - 시카고 오헤어 국제공항 화물
  - 앵커리지 - 테드 스티븐스 앵커리지 국제공항 화물